# アラン・フランコ (1998年生のサッカー選手)
アラン・ステベン・フランコ・パルマ（スペイン語: Alan Steven Franco Palma、1998年8月21日 - ）は、エクアドル・グアヤス県フハン出身のサッカー選手。カンピオナート・ブラジレイロ・セリエA・アトレチコ・ミネイロ所属。エクアドル代表。ポジションはMF。

## 経歴

### クラブ
インデペンディエンテ・デル・バジェの下部組織出身。2015年にトップチーム昇格、2016年に18歳でプロ初出場。
2020年6月24日、アトレチコ・ミネイロに移籍。
2021年12月21日、シャーロットFCに1年間の期間でレンタル移籍。

### 代表
2015年にU-17代表として2015 FIFA U-17ワールドカップに出場した。
2018年9月12日に行われたグアテマラ代表戦でA代表初出場。2019年11月14日のトリニダード・トバゴ代表戦で代表初得点を記録。
2020年に行われた2020年東京オリンピックのサッカー競技・南米予選には主将として臨んだが、グループリーグで無得点、最下位に終わった。

## 代表歴

### 出場大会
- エクアドル代表
  - 2022 FIFAワールドカップ

### 試合数
- 国際Aマッチ 31試合 1得点（2018年-）[5]

| エクアドル代表 | 国際Aマッチ | 国際Aマッチ |
| 年             | 出場        | 得点        |
| -------------- | ----------- | ----------- |
| 2018           | 3           | 0           |
| 2019           | 2           | 1           |
| 2020           | 3           | 0           |
| 2021           | 10          | 0           |
| 2022           | 9           | 0           |
| 2023           | 4           | 0           |
| 2024           |             |             |
| 通算           | 31          | 1           |